# Tribulus platypterus
Tribulus platypterus är en pockenholtsväxtart som beskrevs av George Bentham. Tribulus platypterus ingår i släktet tiggarnötter, och familjen pockenholtsväxter. Inga underarter finns listade i Catalogue of Life.